# Баг'янська печера
Баг'янська — печера у Ґудаутському муніципалітеті Абхазької Автономної Республіки Грузії.

## Розташування
Печера знаходиться у західній частині південного схилу Бзибського хребта. Протяжність 370 м, глибина 210 м, площа 600 м², об'єм 5400 м³, висота входу 1750 м над р. м.

## Складнощі проходження печери
Категорія складності 2Б.

## Опис печери
Вхід знаходиться на гребені, що розділяє два залісених крутостінних яри, в 1,5 км на північний захід від пастушої стоянки Баг'я.
У шахті є гравітаційні (брили, щебінь), залишкові (глина) і порівняно бідні водні хемогенні відкладення (покривні кора, корраліти, на глибині 150—200 м — окремі сталактити і сталагміти). До глибини 120 м в шахті відзначається капання, нижче з'являється водотік з витратою 0,1 л/с.
Шахта закладена в нижньокрейдових толстослоїстих вапняках. Вхідний колодязь має округлий перетин діаметром 5 м. З його дна починається вузький (0,5 м) звивистий хід, що виводить до каскаду колодязів глибиною від 6 до 60 м, з'єднаних похилими звивистими ходами з важкопрохідними лазами і щілинами.

## Історія дослідження
Шахту виявлено та пройдено експедицією Томського спелео-клубу «Стікс» до 160 м в 1979 р. і до 210 м в 1980 р. (кер. А. Н. Шурыгин).